# Mordella fruhstorferi
Mordella fruhstorferi es una especie de coleóptero de la familia Mordellidae.

## Distribución geográfica
Habita en Brasil y en la Guayana francesa.